# Distrito de Santo Tomás (Luya)
El distrito de Santo Tomás de Quillay es uno de los veintitrés distritos de la Provincia de Luya, ubicado en el Departamento de Amazonas, en el norte del Perú. Limita por el norte con el distrito de San Juan de Lopecancha; por el este con la provincia de Chachapoyas; por el sur con el distrito de San Francisco del Yeso; por el oeste con el distrito de Conila y por el noroeste con el distrito de María.
Desde el punto de vista jerárquico de la Iglesia católica forma parte de la Diócesis de Chachapoyas.

## Historia
El distrito fue creado en la época de la independencia.

## Geografía
Abarca una superficie de 84,93 km² y tiene una población estimada mayor a 4 000 habitantes. 
Su capital es la localidad de Santo Tomás. 

### Pueblos y caseríos del distrito de Santo Tomás de Quillay
| - Santo Tomás de Quillay - Santa Isabel - Agua Santa - San Juan De La Libertad - Cecotch - Cundolon - Shallamboc - San Bartolo - San Miguel De Luvin - Quishkambal - Shicron - La Libertad | - Cupuy - Collaron - Chaupin - Huangapampa - Culalac - Tingo María - La Florida - Puente Santo Tomás - Pampi - Buenos Aires - Shota - Cullsen | - Andamarca - Shacmach - Yeso Paraje - Guallo Pampillo - Balsa Pampa - Santa Cruz de Maraypata - Pucadesmonte - San Marcos - Chimboraso - Cedro Cucho - Minas | - Montealegre - San José de Lauman - Yanarume - Dacudau - Moraspampa - San Lorenzo de Pircapampa - La Soledad - San Martín - Moscú - Humen | - Gramalote - Las Flores - Jucusbamba - Lindagua - Belon - Huaduc - Ninvac - Lopecanchillo - Coshcalon - Huishuc - Secoche | - Salayan - San Antonio de Llactapampa - San Francisco de Tintin - Laumache - Huaypampa - Calshango - Campon - Cedropampa - Oshlape - Shacshacachi |

### Centros poblados
Sólo uno San Salvador de Quishkambal
La mayoría de los pueblos y caseríos del Distrito de Santo Tomás de Quillay están ubicados en la montaña, algunos también están a orillas del río Utcubamba.

## Autoridades

### Municipales
- 2015 - 2018[2]
  - Alcalde: Bartolomé Trujillo Díaz, de Sentimiento Amazonense Regional.
  - Regidores:

  1. Heriberto Alva Reyes (Sentimiento Amazonense Regional)
  2. Santos Quintín Yoplac (Sentimiento Amazonense Regional)
  3. Clarivel Bazán Alvarado (Sentimiento Amazonense Regional)
  4. Manuela Ramos Hernández (Sentimiento Amazonense Regional)
  5. Deivis Mori Díaz (Obras Por Amazonas)

### Religiosas
- Obispo de Chachapoyas: Monseñor Emiliano Antonio Cisneros Martínez, OAR.

Santo Tomás es la sede de la parroquia Distrito de Santo Tomás de Quillay que es atendido por las Hermanas de la Caridad del Sagrado Corazón de Jesús y los Sacerdotes del Distrito de Magdalena, provincia de Chachapoyas.

## Festividades
Las fiestas patronales de la capital Santo Tomás de Quillay se celebran el 21 de diciembre. 
Como comidas típicas se conoce el Purtumote, el Mote, el Chocho y Locro de Mote pelado y el Frijol entre otros.

## Turismo
- Mausoleos de Revash, descritos por Federico Kauffman Doig, quien sostiene que son mausoleos réplicas de las casas donde vivía la gente de la zona. Pintadas de rojo y crema, algunos presentan techos a dos aguas, sin ser necesario, pues ante posibles lluvias el cerro servía de protección. Algunos otros tienen dos niveles y tienen ventanas en forma de T, en cruz o cuadradas. Parte de las rocas están pintadas en rojo con círculos, llamas y otros símbolos mágicos. Ubicadas a 2800 m s. n. m., se requiere unos 20 min en auto desde Hierba Buena para llegar al inicio del sendero que caminando toma 1:30 horas de subida.